# Niviventer coninga
Niviventer coninga es una especie de roedor de la familia Muridae.

## Distribución geográfica
Se encuentra solamente en Taiwán. 